# Pápai Perutz FC
A Pápai Perutz Futball Club egy 2015-ben alapított magyar labdarúgóklub. Székhelye Pápán található.

## Története
A Pápai Egyesített Labdarúgó Club a Pápai SE csapatából jött létre 1995-ben. Célként a megyei bajnokság megnyerését, majd hosszabb távon az NB III-as, majd az NB II-es tagság kivívását tűzte ki célul a vezetőség. Az első évadban mindjárt sikerült bajnoki címet szerezniük a megyei osztályban, a következő évadban pedig 2. helyen végzett az NB III-ban. Az 1999-2000-es szezonban Hannich Péter és Csertői Aurél vezetésével a Bakony-csoport bajnoka lett a klub. 2000 őszétől az akkori rendszer szerinti másodosztályban, az NB I/B-ben szerepelt a PELC, 2001 őszétől a volt szövetségi kapitány, Verebes József irányítása mellett. A 2003-2004-es idénytől az akkor a városba költöző Lombard kft. támogatásával az élvonalban szereplő Lombard Pápa utánpótlás csapataként szerepelt.Az évek során több NB I-ben is bemutatkozó játékost nevelt ki a klub, így Présinger Ádám, Novák Csanád, Radó András és Király Botond is a klubnál kezdte pályafutását. 
Miután a 2014-15-ös idényben kizárták az NBI-ből a Lombard Pápa Termál FC-t, és a labdarúgóklub is megszűnt, a lelkes pápai futballkedvelők új sportszervezetet hoztak létre, mely a Lombard Baráti Körből alakult át, új neve pedig Pápai Perutz Futball Clubra módosult. Történetének első szezonját a veszprém megyei bajnokság első osztályában a 3. helyen zárta 75 ponttal. A következő idényben bajnoki címet szerzett a csapat, így a 2017–2018-as NB III-as bajnokságba nyertek indulási jogot.
A csapat a 2024-2025-ös szezonban Veszprém vármegyei labdarúgó-bajnokság első osztályában szerepel.

## Trófeák

### Hazai
- Veszprém megyei bajnokság:
  - Győztes (1): 2016–17

Elődök a hőskorból, a teljesség igénye nélkül:
1. Pápai Football Club
1922 - 1930
2. Pápai Perutz Sport Club
1930 - 1950
3. Pápai Textiles SE
1950 - 1951
4. Pápai Vörös Lobogó SK
1951 - 1957
5. Pápai Textiles SE
1957 - 1982
6. Pápai SE
1982 - 1995

## Csapat
Kapusok:
Varga Péter ,
Hauser Máté
Védők:
Karácsony Kristóf Zoltán ,
Bognár Ákos,
Bolla Alex Bence ,
Pető Dániel,
Szénási István,
Horváth Tamás,
Nagy Bálint,
Katona Martin 
Középpályások:
Erdősi Milán ,
Szántó Marcell ,
Cser Botond ,
Farkas Bence ,
Ruzsás Dávid,
Tihanyi Kristóf ,
Gajdosi Győző Ármin  
Csatárok:
Rohály Teodor,  Nagy Krisztián ,
Varga Bence ,
Budavári Csaba